# Golaghat (huyện)
Huyện Golaghat là một huyện thuộc bang Assam, Ấn Độ. Thủ phủ huyện Golaghat đóng ở Golaghat. Huyện Golaghat có diện tích 3502 ki lô mét vuông. Đến thời điểm năm 2001, huyện Golaghat có dân số 945781 người.